# Aréli
Aréli est un fils de Gad fils de Jacob et de Zilpa. Ses descendants s'appellent les Arélites.

## Aréli et ses frères
Aréli a pour frères Tsiphiôn ou Tsephôn, Haggui, Shouni, Etsbôn ou Ozni, Éri, Arodi ou Arod,.

## Aréli en Égypte
Aréli part avec son père Gad et son grand-père Jacob pour s'installer en Égypte au pays de Goshen dans le delta du Nil.
La famille des Arélites dont l'ancêtre est Aréli sort du pays d'Égypte avec Moïse,.